# Verenigde hertogdommen Gulik-Kleef-Berg
De verenigde hertogdommen Gulik-Kleef-Berg was een land in het Heilige Roomse Rijk van 1521 tot 1609. Het land verenigde bestuurlijk de bezittingen van het huis van der Mark aan de Nederrijn. Hiertoe behoorden:
- het hertogdom Gulik
- het hertogdom Berg
- het hertogdom Kleef
- het graafschap Mark
- het graafschap Ravensberg
- het land van Ravenstein

## Tijdelijke uitbreiding met Gelre en Zutphen
Hertog Willem V van Kleef was een verre verwant van Karel van Gelre, die met de Gelderse Oorlogen vermeden had dat het hertogdom Gelre en het graafschap Zutphen werden ingelijfd bij de Habsburgse Nederlanden. Karel duidde Willem aan als opvolger, en zo kwamen deze gebieden in 1538 in een personele unie met Gulik-Kleef-Berg. Al in 1543  dwong keizer Karel V Willem echter om beide gebieden af te staan (Traktaat van Venlo).

## Uiteenvallen
In 1609 brak de Gulik-Kleefse Successieoorlog uit, die niet alleen uit het uitsterven van het geslacht van der Mark, maar ook uit de godsdienstige spanningen voortkwam. De betrokkenheid van Spaanse en Staatse troepen zorgde bijna voor een verbreking van het Twaalfjarig Bestand. Het Verdrag van Xanten voorzag in de splitsing in een katholiek deel (Gulik en Berg, voortaan bij het vorstendom Palts-Neuburg) en een protestants deel (Kleef, Mark, Ravensberg en Ravenstein, voortaan bij de mark Brandenburg).